# ELTE Állam- és Jogtudományi Kar
Az Eötvös Loránd Tudományegyetem Állam- és Jogtudományi Kar az egyetem egyik legrégibb kara. 1667-ben egészült ki az egyetem jogi karral.

## Épülete
Mai, Budapest V. kerület Egyetemi tér 1-3. szám alatt álló épülete 1898 és 1900 között épült fel Baumgarten Sándor és Herczegh Zsigmond tervei alapján neobarokk stílusban.

## Történet
1637. augusztus 30-án Lippay György  egri érsek felszentelte a nagyszombati egyetemi templomot Keresztelő Szent János emlékére. 
1649. július 31-én Lippay György megalapította a nagyszombati egyetem jogi karát miután kiegészítette Lósy Imre esztergomi érsek alapítványát 15 000 forinttal.
1667. január 17-én nyitották meg a nagyszombati egyetem jogi karát. A jogi kar létrejöttében nagy szerepe volt Lósy Imre és Lippay György érsekeknek. 1872-ig Magyarországon csak ezen a karon volt egyetemi szintű oktatás. Ekkoriban a karnak csak 4-5 professzora volt. 1777-ben Budára, majd 1783-ban Pestre költöztették a Kart.
1774-ben Markovics Mátyás Antalt a jogi karhoz nevezték ki tanársegédnek, majd 1776-ben jogi oktori címet szerzett és 1780-ben az egyházi jog tanára lett. 1790 és 1802 között az egyetem rektoraként dolgozott.
1784. május 26-i rendeletében II. József megszüntette az egyetemes történelem oktatását a jogi karon és áthelyezte a Bölcsészettudományi Karra.
1806. november 4-én I. Ferenc szentesítette a II. Ratio Educationist, amely 1848-ig meghatározta a magyar oktatást. A filozófiai osztályok tananyaga a természettudományos ismeretekre épült. Szintén erre épült a négyéves teológiai, a hároméves jogi és az ötéves orvosi kar.
1816-ban Virozsil Antal jogi doktori, majd 1833-ban bölcsészetdoktori oklevelet szerzett a pesti tudományegyetemen. 1832 és 1861 között jogtanárként oktatott az intézményben. Jogbölcselet, jogtudományi enciklopédia és a magyar közjog tantárgyait oktatta az egyetemen. 1849 és 1860 között az egyetem rektora volt.
Trefort Ágostonnak volt köszönhető, hogy kiterjesztette az egészségtan oktatását a jogi és a bölcsészettudományi karra.
1865-ben Eötvös Loránd beiratkozott a pesti egyetem jogi karára.
1945 és 1948 között alsó- és középfokon megszervezték a dolgozók iskoláját, és az egyetemeken megalapították a munkástanfolyamokat először a jogi karon, majd 1947-ben a bölcsészettudományi karon is.
1956-ban megalakult az új egyetemi vitafórum, a Hajnóczy Kör a jogi karon.
1956. október 17-én a jogi karon tartották a gyűlést, ahol már követelések pontokba is szedték. Az Egyetemi Ifjúság leírása szerint a gyűlés a jogi kar vitafóruma alakuló ülésének nyilvánította magát és a következő követekéseket fogalmazta meg és fogadta el: 1. március 15-e nemzeti ünneppé nyilvánítása, 2. az orosz nyelv választhatóvá tétele, 3 a honvédelmi oktatás beszüntetése, 4 tiltakozás a középiskolás módszerek alkalmazása ellen az egyetemen.

## Vezetés
Frissítve: 2023. január 13.
| Cím            | Név                |
| -------------- | ------------------ |
| Dékán          | Sonnevend Pál      |
| Dékánhelyettes | Somssich Réka      |
| Dékánhelyettes | Rozsnyai Krisztina |
| Dékánhelyettes | Kajtár Gábor       |

### Dékánok
- Harmathy Attila
- Ficzere Lajos (1993 - 2000)
- Király Miklós (2008. július 1. – 2016. július 1.)
- Menyhárd Attila (2016. július 1. – 2019. július 1.)[13]
- Sonnevend Pál (2019. július 1. –)[14]

## Tanszékek
| Tanszék                                                   | Tanszékvezető                     |
| --------------------------------------------------------- | --------------------------------- |
| Agrárjogi Tanszék                                         | Réti Mária                        |
| Alkotmányjogi Tanszék                                     | Pozsár-Szentmiklósy Zoltán Vincze |
| Büntető Eljárásjogi és Büntetés-végrehajtási Jogi tanszék | Hack Péter                        |
| Büntetőjogi Tanszék                                       | Gellér Balázs                     |
| Jog- és Társadalomelméleti Tanszék                        | Fleck Zoltán                      |
| Közgazdaságtan és Statisztika Tanszék                     | Mike Károly                       |
| Közigazgatási Jogi Tanszék                                | Nagy Marianna                     |
| Kriminológiai Tanszék                                     | Ambrus István                     |
| Magyar Állam- és Jogtörténeti Tanszék                     | Bódiné Beliznai Kinga             |
| Munkajogi és Szociális Jogi Tanszék                       | Horváth István                    |
| Nemzetközi Jogi Tanszék                                   | Sonnevend Pál                     |
| Nemzetközi Magánjogi és Európai Gazdasági Jogi Tanszék    | Király Miklós                     |
| Pénzügyi Jogi Tanszék                                     | Simon István                      |
| Polgári Eljárásjogi Tanszék                               | Varga István                      |
| Polgári Jogi Tanszék                                      | Erdősné Szeibert Orsolya Ágnes    |
| Római Jogi és Összehasonlító Jogtörténeti Tanszék         | Sándor István                     |

## Képzések
| Típus                     | Fejléc szövege |
| ------------------------- | --- |
| BA képzés                 | Politikatudomány Politológia Igazságügyi igazgatási Munkaügyi és társadalombiztosítási igazgatási Személyügyi, munkaügyi és szociális igazgatási Munkaügyi és társadalombiztosítási igazgatási |
| Osztatlan képzés          | jogász |
| MA képzés                 | Politikatudomány Kriminológia |
| Ma képzés (angol nyelven) | European and International Business Law European Human Rights International and European Taxation                                                                                              |
| PhD képzés                | |

### Doktori képzés
A Karon 1993-ban kezdődött meg a doktori képzés, két akkreditált doktori programban: az állam- és jogtudományok és a politikatudomány területén. A képzések akkreditációja az állam- és jogtudomány körében valamennyi területre kiterjedt, s ezzel egyedüli volt a magyarországi jogtudományi doktori akkreditációk között. A politikatudományok területén elsőként akkreditálták a képzést Magyarországon.

## Kutatás

### Kari kiadványok
- Acta Facultatis Politico-iuridicae Universitatis Scientiarum Budapestinensis de Rolando Eötvös Nominatae[31]
- Annales Universitatis Scientiarum Budapestinensis de Rolando Eötvös Nominatae – Sectio Iuridica[32]
- ELTE Law Journal
- Jogi Tanulmányok
- Politikatudományi Tanulmányok
- Tudományos diákköri dolgozatok
- Academia
- Themis – Az ELTE Állam- és Jogtudományi Doktori Iskola elektronikus folyóirata[33]
- Seminarium
- Az ELTE Állam- és Jogtudományi Kar Évkönyve

## Ismertebb oktatók
| Tanszék                                                   | Oktatók |
| --------------------------------------------------------- | --- |
| Agrárjogi Tanszék                                         | Földes Iván |
| Alkotmányjogi Tanszék                                     | Kukorelli István, Pásztor Emese |
| Büntető Eljárásjogi és Büntetés-végrehajtási Jogi tanszék | Király Tibor, Hack Péter |
| Büntetőjogi Tanszék                                       | Györgyi Kálmán, Morvai Krisztina, Polt Péter |
| Jog- és Társadalomelméleti Tanszék                        | Nagy Gábor Tamás, Szilágyi Péter, Takács Péter |
| Közgazdaságtan és Statisztika Tanszék                     | Kovacsics József, Kovacsicsné Nagy Katalin |
| Közigazgatási Jogi Tanszék                                | Magyary Zoltán, Ficzere Lajos, Forgács Imre, Lőrincz Lajos, Müller György |
| Kriminológiai Tanszék                                     | Faludi Gábor |
| Magyar Állam- és Jogtörténeti Tanszék                     | Mezey Barna |
| Munkajogi és Szociális Jogi Tanszék                       | Takács Péter |
| Nemzetközi Jogi Tanszék                                   | Kende Tamás, Nagy Boldizsár, Nagy Csongor István, Róna Péter, Sonnevend Pál                                                                                                   |
| Nemzetközi Magánjogi és Európai Gazdasági Jogi Tanszék    | Berke Barna, Mádl Ferenc |
| Pénzügyi Jogi Tanszék                                     | Boytha György |
| Polgárjogi Eljárásjogi Tanszék                            | Juhász Imre, Németh János |
| Polgári Jogi Tanszék                                      | Eörsi Gyula, Lenkovics Barnabás, Mádl Ferenc, Menyhárd Attila, Nizsalovszky Endre, Peschka Vilmos, Sárándi Imre, Somogyvári István, Székely László, Vékás Lajos, Weiss Emília |
| Politológia Tanszék                                       | Bihari Mihály, Fellegi Tamás, Gombár Csaba, Schlett István |
| Római Jogi és Összehasonlító Jogtörténeti Tanszék         | Hamza Gábor, Földi András |
| Magántanár                                                | Fabinyi Tihamér |

## Ismertebb hallgatók
A végzés éve zárójelben.
- Adamis Anna, költő
- Áder János, Magyarország köztársasági elnöke (1983)
- Balogh Jenő, politikus (1885)
- Bajkai István, jogász (1989)
- Berta Hubert, ügyvéd
- Bónis György, jogász (1936)
- Borsos Endre, közigazgatási bíró (1901)
- Balogh Jenő, politikus (1885)
- Budai Bernadett, politikus (2004)
- Deák Dániel, politológus (MA, 2015)
- Demcsák Zsuzsa, műsorvezető
- Demszky Gábor, politikus
- Deutsch Tamás, politikus
- Dobrev Klára, politikus (1996)
- Draskovics Tibor, politikus (1979)
- Dúró Dóra, politikus
- Eörsi Gyula, jogtudós (1945)
- Fáy Miklós, újságíró (1988)
- Fekete-Győr András, jogász és politikus
- Fellegi Tamás, politikus (1981)
- Fleck Zoltán, jogász (1990)
- Fodor Gábor, politikus
- Forgács Imre, közgazdasági szakember (1974)
- Földi András, jogász (1981)
- Fónagy János, politikus (1966)
- Friewald Ruben, író, kultúrpolitikus
- Frivaldszky János, jogász (1997)
- Fürjes Balázs, politikus (1997)
- Gellér Balázs, ügyvéd (1992)
- Göncz Árpád, Magyarország köztársasági elnöke
- Gönczöl Katalin, jogtudós
- Hack Péter, jogtudós és politikus (1983)
- Hamza Gábor, jogtudós
- Harmathy Attila, jogtudós (1959)
- Hende Csaba, jogász (1984)
- Hendi Péter, író (1966)
- Horváth Balázs, politikus (1965)
- Ipkovich György, politikus (1979)
- Jeneiné Rubovszky Csilla, politikus (1997)
- Juhász Gábor, újságíró
- Juhász Imre, alkotmánybíró
- Juhász István, labdarúgó
- Karácsony Gergely, politikus
- Kardos Ernő újságíró
- Karsai Dániel, ügyvéd és aktivista (2001)
- Király Tibor, jogtudós (1943)
- Kolosi Péter, műsorvezető (1995)
- Kontrát Károly, jogász
- Kovács Ferenc, politikus (1985)
- Kövér László, politikus
- Kulcsár Kálmán, jogász és egyetemi tanár
- Lánczi Tamás, politológus (2003)
- Láng Zsolt, politikus (2000)
- Lengyel László, közgazdász
- Lenkovics Barnabás
- Lévai Anikó
- Lukács Tamás, politikus (1976)
- Magyary Géza, jogtudós (1887)
- Máthé Gábor, jogtörténész
- Mádl Ferenc
- Markója Imre, jogász és politikus (1953)
- Nagy Gábor Tamás, politikus (1985)
- Navracsics Tibor, politikus
- Nótári Tamás, jogász
- Oláh Lajos, politikus
- Orbán Balázs, politikus (PhD, 2024)[34]
- Orbán Gáspár, jogász (2018)
- Orbán Viktor, jogász és politikus
- Orosz Balázs, ügyvéd
- Őry Csaba, politikus (1978)
- Paczolay Péter, jogász (1980)
- Pásztor Emese, egyetemi oktató (2011)
- Peschka Vilmos
- Petrétei József, alkotmányjogász
- Pintér Sándor, rendőrtiszt
- Pusztai Gyula (jogász)
- Ráth-Végh István, művelődéstörténész, író
- Révész T. Mihály, jogtörténész (1970)
- Sárándi Imre, jogász
- Sarkadi Zsolt, újságíró
- Schiffer András, politikus (1995)
- Schiffer János, politikus (1974)
- Schlett István
- Seszták Miklós, politikus (1994)
- Simicskó István, politikus
- Sipos Attila, jogász (2000)
- Somló Tamás, zenész (2004)
- Szabó János, politikus
- Szabó Marcell, ügyvéd

Szabó Máté, politológus (1980)
- Szabó Máté Dániel, jogász
- Szájer József, politikus
- Takács Árpád, főispán
- Torgyán József, politikus
- Török Gábor, politológus
- Trócsányi László, jogász
- Turbuly Lilla, költő (1988)
- Turi-Kovács Béla, politikus
- Vadai Ágnes, politikus (2003)
- Vámos Miklós, író (1975)
- Vékás Lajos (1963)
- Weiss Emília, jogtudós (1950)